# Mat Hoffman
Mathiew T. Hoffman (né le 9 janvier 1972 à Edmond, Oklahoma) dit Mat Hoffman ou Matt Hoffman est considéré comme l'un des meilleurs et plus influents pratiquants de rampe de l'histoire du BMX. Il est surnommé The Condor.
Il quitta la compétition lors des Summer X Games de 2002, où il plaça un trick totalement inédit à l'époque : le « no-handed 900 ».
Il fit de nombreuses apparitions dans l'émission Jackass.
Des jeux vidéo portent son nom. 

## Biographie
Matt Hoffman a commencé sa carrière à 11 ans, en 1983, lors d'une compétition au Madison Square Garden. Il a appris à faire du BMX tout seul et il n'avait aucun autre rider pour référence.
En 1991, il atteint la pro division, et créer par la même occasion Hoffman Promotions et Hoffman Bikes.

## Réalisations
Lexique expliquant les termes utilisés ici.
En 1989, il est le premier à plaquer un 900°. Quelques années plus tard, aux Summer X Games de 2002, il est le premier à réussir un no-handed 900 en competition.
En 1990, il est le tout premier rider à réaliser un backflip 180° maintenant appelé flair, lors du King of Vert à Mainsfield en Angleterre.
En 1993, Matt Hoffman est le premier à rider une rampe surdimensionnée de 24 pieds (7,31 m) de haut pour essayer de décrocher le record du monde hauteur en BMX. En 1999, grâce à cette rampe, il parvient à atteindre les 26,5 pieds (8 m) au dessus de cette rampe soit plus de 50 pieds (15,2 m) au dessus du sol.
Il a aussi inventé, pour n'en citer que quelques figures, le double tailwhip air, le handrail en street.

## Palmarès aux X Games d'été
- Extreme Games - 1995 Newport: BMX Vert: Médaille d'or
- X Games II - 1996 Newport: BMX Vert: Médaille d'or
- X Games VIII - 2002 Philadelphia: BMX Vert: Médaille d'argent
- X Games III - 1997 San Diego: BMX Vert: Médaille de bronze
- X Games VI - 2000 San Francisco: BMX Vert: Médaille de bronze
- X Games VII - 2001 Philadelphia: BMX Vert: Médaille de bronze

## Jeux vidéo
Matt Hoffman a demandé à Activision de produire les jeux vidéo Mat Hoffman's Pro BMX et Mat Hoffman's Pro BMX 2. Il est aussi apparu dans les jeux vidéo Tony Hawk's Pro Skater 4 et Tony Hawk's American Wasteland.